# Макдональд (Північна Кароліна)
Макдональд (англ. McDonald) — місто (англ. town) в США, в окрузі Робсон штату Північна Кароліна. Населення — 94 особи (2020).

## Географія
Макдональд розташований за координатами 34°33′13″ пн. ш. 79°10′35″ зх. д. / 34.55361° пн. ш. 79.17639° зх. д. (34.553745, -79.176253).  За даними Бюро перепису населення США в 2010 році місто мало площу 0,66 км², уся площа — суходіл.

## Демографія
Згідно з переписом 2010 року, у місті мешкало 113 осіб у 43 домогосподарствах у складі 36 родин. Густота населення становила 171 особа/км².  Було 49 помешкань (74/км²).
Расовий склад населення:
| - 40,7 % — білих - 39,8 % — корінних американців - 16,8 % — чорних або афроамериканців |

До двох чи більше рас належало 1,8 %. Частка іспаномовних становила 0,0 % від усіх жителів.
За віковим діапазоном населення розподілялося таким чином: 25,7 % — особи молодші 18 років, 58,4 % — особи у віці 18—64 років, 15,9 % — особи у віці 65 років та старші. Медіана віку мешканця становила 40,9 року. На 100 осіб жіночої статі у місті припадало 82,3 чоловіків;  на 100 жінок у віці від 18 років та старших — 68,0 чоловіків також старших 18 років.
Середній дохід на одне домашнє господарство  становив 58 998 доларів США (медіана — 40 000), а середній дохід на одну сім'ю — 69 563 долари (медіана — 52 500). За межею бідності перебувало 21,2 % осіб, у тому числі 36,4 % дітей у віці до 18 років та 10,7 % осіб у віці 65 років та старших.
Цивільне працевлаштоване населення становило 30 осіб. Основні галузі зайнятості: транспорт — 16,7 %, виробництво — 16,7 %, будівництво — 13,3 %, роздрібна торгівля — 10,0 %.